# Jean-Baptiste du Halde
Jean-Baptiste du Halde (París 1674 - París 1743) jesuïta que va tenir un important paper com a historiador especialitzat en la Xina. No va viatjar mai a la Xina, però va ser l'encarregat de recollir i publicar un treball enciclopèdic a partir del conjunt de la informació i documents que van facilitar els jesuïtes missioners enviats a la Xina.

## Biografia

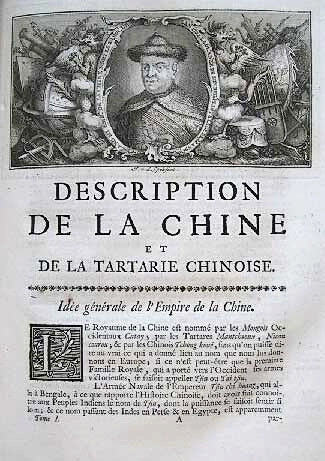
"Descripció de la Xina .."

Jean-Baptiste du Halde va néixer a París l'1 de febrer de 1674. Va ingressar a la Companyia de Jesús el 8 de setembre de 1692 i va fer la professió solemne dels quatre vots el 2 de febrer de 1708. Va fer de professor al col·legi Louis-le-Grand, on va succeir a Charles Le Gobien. Va ser secretari del pare Le Tellier, confessor del rei, i a la mort del pare Du Trévou, el 1729, es convertí en confessor del duc d'Orleans, fill del regent.

Va morir a París el 18 d'agost de 1743.

### Treball com a historiador

#### Antecedents
En les “Constitucions” de la Companyia de Jesús, Ignasi de Loiola exigia dels missioners informes precisos i detallats sobre les regions a on anaven a evangelitzar, amb dades tant dels aspectes geogràfics, com també de la cultura, els costums i els comportaments locals. D'aquesta forma la Companyia recollia una gran quantitat d'informació que podia ser útil tant a nivell intern com pels acadèmics i d'alguna forma també pel gran public.
L'any 1667 ja es va publicar una obra monumental, “China Monumentis,qua sacris qua profanis, nec non variis nature e artis spectaculis, aliarumque rerum memorabilius argumentis illustrata" coneguda com a "Xina Il·lustrada", del jesuïta alemany Athanasius Kircher; obra enciclopèdica basada principalment en els treballs dels jesuïtes Michael Boym i Martino Martini, i a principis del segle xviii, el jesuïta Charles Le Gobien procurador de les " Missions de la Xina a París" va editar un volum titulat : “Lettres de quelques missionnaires de la Compagnie de Jésus écrites de la Chine et des Indes orientales”

#### L'obra de Du Halde
L'èxit de la primera publicació de Le Gobien va animar a l'editor a publicar un segona obra ,"Lettres edifiantes et curieuses des jésuites de Chine 1702-1776 “ en 34 volums que van entre 1703 i 1776, l'obra va ser supervisada entre d'altres, per du Halde, que també hi va escriure els prefacis dels volums IX a XXVI.
A partir d'aquesta obra i d'altres informes i documents, du Halde va escriure "Description géographique,historique, chronologique, politique et physique de l'empire de la Chine et de la Tartarie chinoise" obra en quatre volums editada a París el 1735 i es va reimprimir als Països Baixos el 1736. Va tenir un impacte significatiu en la societat europea del segle xviii. Els filòsofs de la Il·lustració es van inspirar en els seus pensaments i controvèrsies sobre religions, cultures i costums. Van descobrir els secrets de la geografia xinesa i un conjunt de mapes, com el Corea de Jean-Baptiste Régis i els 42 mapes de províncies xineses de Jean- Baptiste Bourguignon d'Anville.
A més d'una descripció geogràfica molt detallada, el llibre va donar cobertura enciclopèdica a tots els aspectes de la civilització xinesa: els emperadors i el govern; les institucions militars i policials; la noblesa; agricultura i artesania; religió, ètica i cerimònies xineses, ciència i medicina, diners i comerç, llenguatge i sistema d'escriptura, la producció de porcellana i cria de cucs de seda. També hi ha un resum de les exploracions de Vitus Bering, que és la primera descripció europea d'Alaska. El llibre es va afegir ràpidament a totes les biblioteques acadèmiques i es va traduir a la majoria de les llengües europees.
La "Description" i les "Lettres édifiantes" van tenir un complement important en l'edició de les "Mémoires concernat l'histoire des sciences, des arts, des moeurs, des usages, etc. des Chinois" una obra en 15 volums (1776 - 1791) i va tenir com a redactors principals a Joseph-Marie Amiot i a Pierre Martial Cibot.
El 1836, botànic Augustin Pyramus de Candolle va anomenar "Duhaldea chinensis" una planta desconeguda trobada a la Xina. Des de llavors, tot un gènere de plantes a Àsia s'ha anomenat Duhaldea.
Voltaire va dir de l'obra de Du Halde: "Tot i que es desenvolupa fora de París i no coneixia els xinesos, va donar sobre la base de les memòries dels seus col·legues, la més àmplia i la millor descripció de l'imperi de la Xina. a tot el món".

Du Halde és també l'autor d'obres en llatí, així com d'un tractat titulat "Le Sage chrétien, ou les Principes de la vraie sagesse, pour se conduire chrétiennement dans le monde", publicat el 1724.